# IC 1801
IC 1801 ist eine Balken-Spiralgalaxie vom Hubble-Typ SBb im Sternbild Widder nördlich der Ekliptik. Sie ist schätzungsweise 183 Millionen Lichtjahre von der Milchstraße entfernt und hat einen Durchmesser von etwa 85.000 Lj. Gemeinsam mit NGC 935 bildet sie das interaktive Galaxienpaar Arp 276. Halton Arp gliederte seinen Katalog ungewöhnlicher Galaxien nach rein morphologischen Kriterien in Gruppen. Dieses Galaxienpaar gehört zu der Klasse Wechselwirkender Doppelgalaxien.

Sie gilt als Mitglied der elf Galaxien zählenden NGC 976-Gruppe (LGG 61).
Die Supernova SN 1976H wurde hier beobachtet.
Das Objekt am 27. Dezember 1897 vom französischen Astronomen Stéphane Javelle entdeckt.